# Оржехівський Олександр Васильович
Олекса́ндр Васи́льович Оржехі́вський — капітан МВС України.
Станом на березень 2015 року — командир роти міліції громадської безпеки особливого призначення в Черкаській області. В 2017 році — заступник командира батальйону

## Нагороди
За особисту мужність і героїзм, виявлені у захисті державного суверенітету та територіальної цілісності України, вірність військовій присязі нагороджений
- орденом Данила Галицького (19.12.2014)